# Buddhadasa d'Anuradhapura
Buddhadasa est un roi du royaume d'Anuradhapura, dans l'actuel Sri Lanka.

## Biographie
Pendant son règne, il est connu pour avoir bati une importante cité royale, Polonnaruwa, à 80 km de la capitale royale Anuradhapura. Cette cité deviendra la capitale du royaume de Polonnaruwa en l'an 1000.
Cette cité royale est fondée sur les bords du lac artificiel Topawewa, lac aménagé par un précédent roi Mahasena.

### Source historique
- Culavamsa, récits en pali de l'histoire du Sri Lanka du IVe siècle à la chute du royaume de Kandy en 1815.